# منتخب أندورا لكرة اليد
منتخب أندورا لكرة اليد هو ممثل أندورا الرسمي في المنافسات الدولية في كرة اليد
.